# Kaleburnu/Galinoporni
Kaleburnu oder Galinoporni (griechisch Γαληνόπορνη) ist eine Gemeinde auf der Karpas-Halbinsel im Norden der Mittelmeerinsel Zypern. Die Gemeinde liegt im Distrikt İskele der Türkischen Republik Nordzypern. Der Ort hatte 2011 333 Einwohner.
Kaleburnu war wohl seit dem 16. Jahrhundert ein muslimisches Dorf, in dem vor allem Griechisch gesprochen wurde. Dieser griechische Name Galinoporni wurde vielfach mit ‚stille Prostituierte‘ übersetzt, bedeutet im lokalen Dialekt jedoch eher ‚stiller Morgen‘. Seit 1931 lebten dort ausschließlich türkische Zyprer. Während Galinoporni 1891 noch 352 Einwohner hatte, wuchs die Bevölkerung bis 1960 auf 836. 1958 und 1964 diente der Ort als Aufnahmelager für Flüchtlinge, war jedoch von den Deportationen und Fluchtbewegungen des Bürgerkriegs nicht betroffen. Von 1964 bis 1974 gehörte es zur türkischen Enklave Mehmetçik/Galatia. Seither sinkt die Bevölkerungszahl kontinuierlich von 543 im Jahr 1978 auf 377 im Jahr 1996 und 351 (2006), schließlich 333 (2011). Seit 1983 gehört der Ort zur Türkischen Republik Nordzypern.
Bekannt wurde der Ort durch archäologische Funde, etwa aus der Galinoporni Höhle I, wo sich Keramik aus der Bronzezeit fand, sogenannte Rot-auf-Weiß-Ware, vor allem aber durch den Hortfund von Kaleburnu-Kraltepe/Galinoporni-Vasili. 
Aus Mitteln der Europäischen Union konnte 2013 die Dorfschule wiederhergestellt werden.